# Breathless (chanson de Jerry Lee Lewis)
Pour les articles homonymes, voir Breathless.
Singles de Jerry Lee Lewis
You Win Again High School Confidential
Breathless est une chanson écrite par Otis Blackwell et enregistrée par Jerry Lee Lewis, en février 1958. Elle figure en face A du single Sun 288. La chanson reste 15 semaines au Billboard Hot 100 et atteint la 7e place, le 7 avril 1958. Elle se classe également en 4e place du Hot Country Songs, 3e du Hot R&B/Hip-Hop Songs et 8e au Royaume-Uni.
En face B, du disque, figure le titre Down the line (en).
La chanson est présente dans le film, de 1983, À bout de souffle, made in USA, titre original : Breathless, avec Richard Gere et Valérie Kaprisky, tout comme la chanson de Jerry Lee Lewis High School Confidential.
Elle est reprise plusieurs fois, notamment par Tom Jones, Mickey Gilley, Wanda Jackson, Cliff Richard, Albert Lee, Mike Berry, Hal Munro, The Paramounts, Chas & Dave et Otis Blackwell.

## Source de la traduction
- (en) Cet article est partiellement ou en totalité issu de l’article de Wikipédia en anglais intitulé « Breathless (Jerry Lee Lewis song) » (voir la liste des auteurs).